# Kalanchoe marnieriana
Kalanchoe marnieriana ist eine Pflanzenart der Gattung Kalanchoe in der Familie der Dickblattgewächse (Crassulaceae).

## Beschreibung

### Vegetative Merkmale
Kalanchoe marnieriana ist eine ausdauernde, vollständig kahle, stark verzweigte Pflanze, die Wuchshöhen von bis zu 30 Zentimeter erreicht und Büschel bildet. Ihre anfangs basal kriechenden und wurzelnden, roten, in den unteren Teilen gefleckten Triebe werden später aufsteigend. Zwischen den Knoten sind sie zweirippig. Die gestielten Laubblätter sind nahe der Triebspitzen dicht gedrängt. Der zylindrische Blattstiel ist 3 bis 8 Millimeter lang. Ihre glauke, bläuliche, violett gefleckte Blattspreite ist verkehrt eiförmig bis fast kreisrund. Sie ist 3 bis 4 Zentimeter lang und 2 bis 3 Zentimeter breit. Ihre Spitze ist gerundet, die Basis etwas herzförmig und geöhrt. Der Blattrand ist fast ganzrandig und manchmal im oberen Teil wenig gekerbt. An den Zähnen befinden sich zahlreiche Brutknospen.

### Generative Merkmale

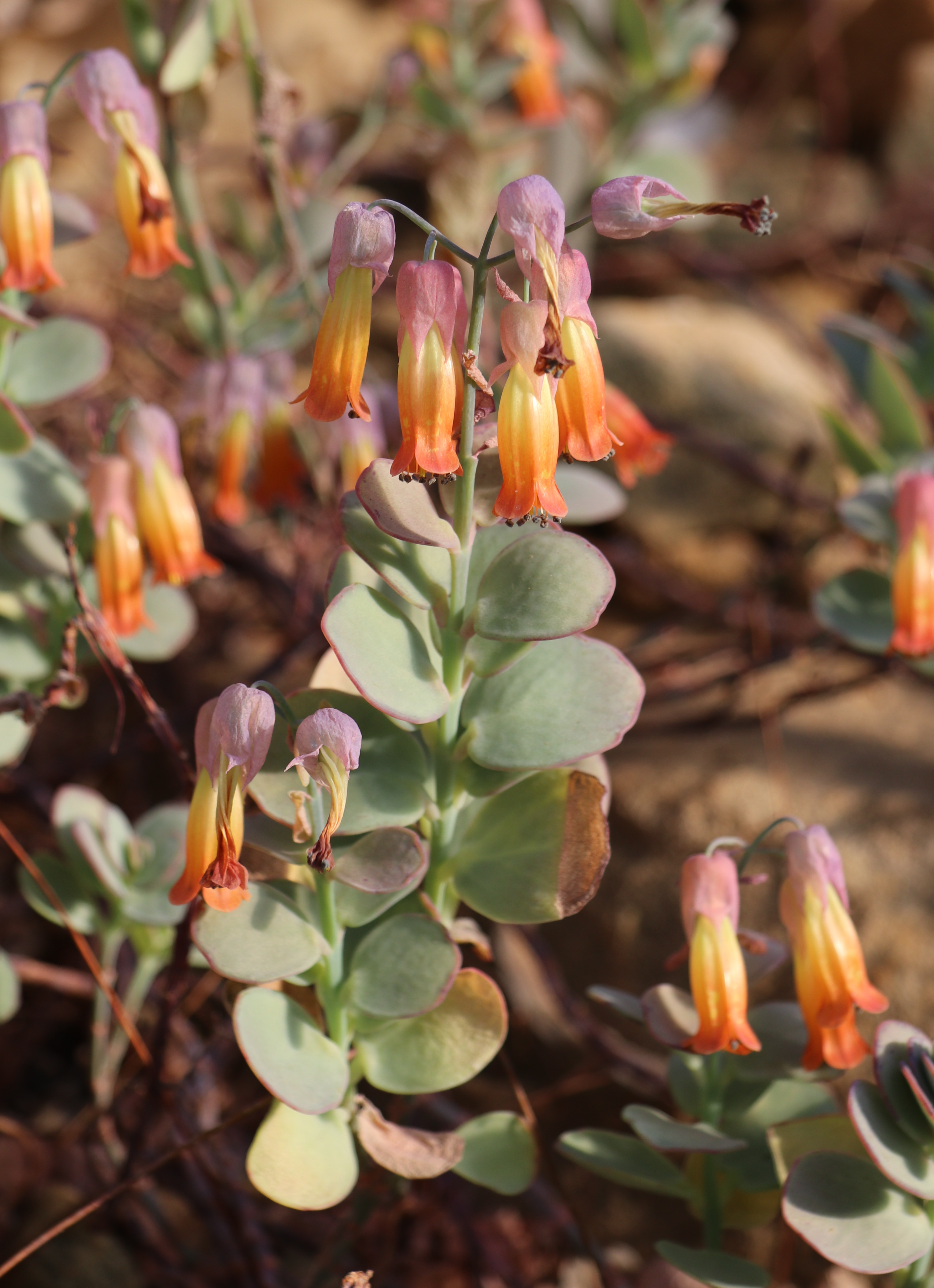
Blühende Pflanze

Der Blütenstand ist ebensträußig, der Blütenstandsstiel 9 bis 12 Zentimeter lang. Die hängenden Blüten stehen an 10 bis 15 Millimeter langen Blütenstielen. Der Kelch ist grün bis grünpurpurn, die Kelchröhre 9 bis 11 Millimeter lang. Die dreieckigen, zugespitzten Kelchzipfel weisen eine Länge von 7 bis 8,5 Millimeter auf und sind etwa 6 Millimeter breit. Die urnenförmig-röhrige Blütenkrone ist gelb, orange bis rosafarben. Die etwas achtkantige Kronröhre ist 20 bis 35 Millimeter lang. Ihre eiförmig-dreieckigen, stumpfen Kronzipfel weisen eine Länge von 5 bis 6 Millimeter auf und sind ebenso breit. Die Staubblätter sind unterhalb der Mitte der Kronröhre angeheftet. Obere Staubblätter ragen leicht aus der Blüte heraus. Die runden Staubbeutel sind etwa 1,5 Millimeter lang. Die dreieckig-länglichen, ausgerandeten Nektarschüppchen weisen eine Länge von 0,7 bis 1 Millimeter auf und sind 1 Millimeter breit. Das gerundete Fruchtblatt weist eine Länge von etwa 6 Millimeter auf. Der Griffel ist 15 bis 18 Millimeter lang.

## Systematik und Verbreitung
Kalanchoe marnieriana ist im Südosten von Madagaskar auf feuchten, felsigen Stellen verbreitet.
Die Erstbeschreibung durch Hermann Jacobsen wurde 1954 veröffentlicht.

## Nachweise